# خالد محمد النومان
خالد محمد النومان (بالإنجليزية: Khalid Mohammed)‏ (1 يناير 1998 بمانشستر في المملكة المتحدة - ) هو لاعب كرة قدم بريطاني في مركز الوسط. لعب مع نادي بوري.

## وصلات خارجية
- خالد محمد النومان على موقع قاعدة بيانات كرة القدم.إي يو (الإنجليزية)
- خالد محمد النومان على موقع Soccerway.com (الإنجليزية)